# Альвардт, Герман
Герман Альвардт (нем. Hermann Ahlwardt; 21 декабря 1846, Крин — 16 апреля 1914, Лейпциг) — германский педагог и политический деятель.

## Биография
По окончании образования Альвардт работал учителем в народной школе в Нойруппине, затем в Берлине. В конце 1880-х годов выступил в брошюрах и в речах на народных митингах с проповедью самого крайнего антисемитизма. Вследствие нападок на городское управление Берлина, продавшееся, будто бы, евреям, он был удален от должности.
В 1892 году выпустил брошюру Judenflinten (Берлин, 1892), в которой доказывал, что оружейная фабрика еврея Леве поставила в армию негодные ружья, которые были приняты правительством вследствие подкупа. Привлеченный на суд по обвинению в клевете, Альвардт ни документов, ни свидетелей, ни даже сколько-нибудь обоснованных подозрений указать не мог и был приговорен к пяти месяцам тюрьмы.
Сильное развитие антисемитизма в это время создало Герману Альвардту значительную популярность, и он в декабре 1892 года был выбран на дополнительных выборах в рейхстаг. Однако, даже родственная ему антисемитическая партия реформы не пожелала принять в свою среду заведомого клеветника, который и в рейхстаге продолжал свою клеветническую кампанию, обвиняя министра финансов Миккеля (не еврея) в продажности.
Герман Альвардт остался в парламенте «диким» и вел свою политику в качестве союзника, но не члена антисемитической партии. Все речи и многочисленные брошюры его отличаются, при полном отсутствии знания, грубостью нападок; тем не менее в течение некоторого времени Альвардт пользовался популярностью среди мещанства и мелкой буржуазии.
В 1893 и 1898 гг. он вновь был переизбран в рейхстаг. В начале XX века он перестал появляться в нем и вскоре совершенно сошел с политической сцены.